# Annat var det förr
Annat var det förr är Hasse Andersson & Kvinnaböske Bands andra studioalbum, och kom 1981. Det placerade sig som högst på 28:e plats på Sveriges albumlista. 1990 återutgavs albumet till CD.

## Låtlista
1. Skomagare Anton
2. Berit
3. Annat var det förr
4. Lasse
5. Marknadsvarité
6. Arrendatorns klagan
7. Statister
8. Var e natten?
9. Dimmornas vals
10. Ett semesterminne
11. Outro 2

## Listplaceringar
| Lista (1982) | Topplacering |
| ------------ | ------------ |
| Sverige      | 28           |

### Fotnoter
1. ↑  ”Annat var det förr”. Svensk mediedatabas. 12 mars 1981. https://smdb.kb.se/catalog/id/001888193. Läst 24 oktober 2019.
2. ↑  ”Annat var det förr”. Svensk mediedatabas. 12 mars 1990. https://smdb.kb.se/catalog/id/001476858. Läst 24 oktober 2019.
3. ↑  ”Annat var det förr” (på engelska). Swedishcharts. 12 mars 1982. https://swedishcharts.com/showitem.asp?interpret=Hasse+%26+Kvinnab%F6ske+Band&titel=Annat+var+det+f%F6rr&cat=a. Läst 20 januari 2008.